# Lucas Salles
Lucas Salles, all'anagrafe Lucas Costa de Salles (Rio de Janeiro, 22 marzo 1993), è un comico, attore e giornalista brasiliano.
Dal 2010 fa parte del gruppo comico Comédia Esporte Clube.

## Biografia

### Origini
Lucas Salles è nato a Rio de Janeiro il 22 marzo 1993.

### Carriera
Ha esordito come attore nel 2009 nel film Grosse bugie di Alfonso Albacete e David Menkes. L'anno seguente ha recitato nel ruolo di Boca nella serie Desenrola Aí e nel film Desenrola. Nel 2013 ha interpretato il ruolo di Heitor nella commedia romantica Odeio o Dia dos Namorados e, nello stesso anno, si è unito al cast della telenovela Além do Horizonte nel ruolo di Guto.
Ha anche partecipato al cast del canale umoristico di YouTube Parafernalha e dal 3 luglio 2014 al 28 dicembre 2015 ha fatto parte del programma CQC di Rede Bandeirantes. Dal 31 gennaio 2016 è diventato giornalista del Pânico na Band.
Ad aprile 2019 viene confermato come uno dei partecipanti alla quarta stagione del reality show Power Couple Brasil, e nello stesso anno firma un contratto con RecordTV per essere il presentatore del Museu de Memes, sul canale ufficiale del reality show A Fazenda 11 su YouTube.
Nel 2020, Salles è tornato a Band per essere uno dei membri di The Chef, un programma culinario con Edu Guedes. È rimasto nello show fino al 4 luglio 2022.

## Vita privata
Dal 2015 al 2021 è stato sposato con Camila Colombo.

## Filmografia

### Cinema
- Grosse bugie (Mentiras y gordas), regia di Alfonso Albacete e David Menkes (2009)
- Desenrola, regia di Rosane Svartman (2010)
- Holocausto Zumbi na Internet, regia di Diego Freire e Leo Praça - cortometraggio (2012)
- Odeio o Dia dos Namorados, regia di Roberto Santucci (2013)
- La migliore storia di Paulo Coelho (Não Pare na Pista: A Melhor História de Paulo Coelho), regia di Daniel Augusto (2014)
- Missão Cupido, regia di Rodrigo Bittencourt (2021)
- Detetive Madeinusa, regia di Rodrigo Van Der Put (2021)
- Pluft, regia di Rosane Svartman (2022)
- Acampamento Intergaláctico, regia di Fabrício Bittar (2022)

### Televisione
- Malhação – serie TV, 1 episodio (2010)
- Desenrola Aí – serie TV (2010)
- 220 Volts – serie TV, 1 episodio (2012)
- Pilotos MTV – serie TV, 1 episodio (2012)
- O Fantástico Mundo de Gregorio – serie TV, 1 episodio (2012)
- Parafernalha – serie TV, 1 episodio (2013)
- A Toca – serie TV (2013)
- De Volta pra Pista – serie TV (2013)
- Além do Horizonte – serie TV (2013)
- Voluntários 343 – serie TV, 1 episodio (2014)
- Trair e Coçar é Só Começar – serie TV, 1 episodio (2015)
- Prata da Casa – serie TV, 1 episodio (2017)
- A Vila – serie TV, 45 episodi (2017-2018)
- Super Fight – serie TV, 15 episodi (2019)